# Березняги (Петропавловський район)
Березняги (рос. Березняги) — село у Росії, Петропавловському районі Воронізької області. Утворює окреме Березняговське сільське поселення.
Населення становить 773 особи (335 чоловічої статі й 438 — жіночої) за переписом 2010 року (1233 осіб на 1.01.2005).

## Історія
За даними 1859 року у казенному селі Богучарського повіту Воронізької губернії мешкало 4016 осіб (2008 чоловічої статі та 2008 — жіночої), налічувалось 390 дворових господарств, існувала православна церква.
Станом на 1886 рік у колишньому державному селі, центрі Березняговської волості, мешкало 3599 осіб, налічувалось 467 дворових господарств, існували православна церква, школа, 3 лавки.
За переписом 1897 року кількість мешканців зросла до 3984 осіб (2000 чоловічої статі та 1984 — жіночої), з яких 3259 — православної віри.
За даними 1900 року у селі мешкало 3977 осіб (1986 чоловічої статі та 1991 — жіночої) переважно російського населення, налічувалось 668 дворових господарств, існували православна церква, 9 громадських будівель, земська школа і церковноприходська школа, 2 мануфактурних, дріб'язкова і 2 винних лавки, відбувалось 2 ярмарки на рік.

## Населення
| 2010 | 2012 | 2013 | 2014 | 2015 | 2016 | 2018 |
| ---- | ---- | ---- | ---- | ---- | ---- | ---- |
| 773  | ↘730 | ↘692 | ↘659 | ↘636 | ↘615 | ↘569 |